# Калмурзино
Калму́рзино (тат. Калморза) — деревня в Мензелинском районе Республики Татарстан, в составе Староматвеевского сельского поселения.

## Этимология
Топоним произошёл от антропонима «Калморза».

## География
Село находится на реке Ик, в 25 км к востоку от районного центра — города Мензелинска.

## История
В окрестностях деревни выявлены археологические памятники: Калмурзинская стоянка I (маклашеевская культура) и II (эпоха неолита), Калмурзинское селище (пьяноборская культура), Калмурзинское кладбище с надгробиями (XVII–XVIII века) и Калмурзинский могильник (XVI–XVII века).
Деревня известна с 1706 года. В XVIII – первой половине XIX веков жители относились к категориям башкир-вотчинников, тептярей, государственных крестьян. Основные занятия жителей в этот период – земледелие и скотоводство.
В «Списке населенных мест по сведениям 1870 года», изданном в 1877 году, населённый пункт упомянут как деревня Калмурзина 1-го стана Мензелинского уезда Уфимской губернии. Располагалась при озере Большом, по левую сторону почтового тракта из Мензелинска в Бирск, в 26 верстах от уездного города Мензелинска и в 13 верстах от становой квартиры в деревне Поисева. В деревне, в 31 дворе жили 197 человек (93 мужчины и 104 женщины, тептяри), была мечеть. Жители занимались земледелием, скотоводством.
В начале XX века в деревне функционировали мечеть (первое упоминание о ней относится к 1836 году), водяная мельница, 3 зерносушилки, крупообдирка. В этот период земельный надел сельской общины составлял 1087 десятин.
До 1920 года деревня входила в Семиостровскую волость Мензелинского уезда Уфимской губернии. С 1920 года в составе Мензелинского кантона ТАССР. С 10 августа 1930 года – в Мензелинском, с 19 февраля 1944 года – в Матвеевском, с 19 ноября 1954 года в Мензелинском районах.
В 1930 году в деревне организован одноименный колхоз. С 2006 года деревня в составе общества с ограниченной ответственностью «Агрофирма «Мензелинские зори».
С 1982 по 1987 годы в связи со строительством Нижнекамского водохранилища и затоплением земель, жителям деревни пришлось переселиться на новое место в 13 км от прежнего местожительства.

## Население
| 1795 | 1859 | 1870 | 1884 | 1906 | 1913 | 1920 | 1926 | 1938 | 1949 | 1958 | 1970 | 1979 | 1989 | 2002 | 2010 | 2017 |
| ---- | ---- | ---- | ---- | ---- | ---- | ---- | ---- | ---- | ---- | ---- | ---- | ---- | ---- | ---- | ---- | ---- |
| 46   | 157  | 197  | 177  | 285  | 297  | 317  | 337  | 372  | 317  | 333  | 334  | 256  | 124  | 203  | 181  | 161  |

Национальный состав села: татары, русские.

## Экономика
Жители села работают преимущественно в крестьянских фермерских хозяйствах, в ООО «Агрофирма «Мензелинские зори», занимаются полеводством, мясо-молочным скотоводством.

## Инфраструктура
В селе действуют клуб, многофункциональный центр (с 2013 года).

## Религия
Мечеть (с 2014 года).